# Gołąb (Chełm)
Pour les articles homonymes, voir Gołąb.
Gołąb (prononciation : [ˈɡɔwɔmp]) est un village polonais de la gmina de Rejowiec Fabryczny dans le powiat de Chełm de la voïvodie de Lublin dans l'est de la Pologne, à la frontière avec l'Ukraine.
Il se situe à environ 7 kilomètres à l'ouest de Rejowiec Fabryczny (siège de la gmina), 24 kilomètres à l'ouest de Chełm (siège du powiat) et 43 kilomètres à l'est de Lublin (capitale de la voïvodie).

## Histoire
De 1975 à 1998, le village est attaché administrativement à la voïvodie de Chełm.

Depuis 1999, il fait partie de la voïvodie de Lublin.